# Строчја Вас
Строчја Вас (словен. Stročja vas) је насељено место у општини Љутомер, Помурска регија, Словенија.

## Историја
До територијалне реорганизације у Словенији била је у саставу старе општине Љутомер.

## Становништво
У попису становништва из 2011. године, Строчја вас је имала 492 становника.
| Број становника према пописима | Број становника према пописима | Број становника према пописима |
| ------------------------------ | ------------------------------ | ------------------------------ |
| 1991                           | 2002                           | 2011                           |
| 495                            | 490                            | 492                            |

Напомена: Године 1990. увећан за део насеља Пристава.